# Caproni Ca.135
A Caproni Ca.135 olasz közepes bombázó repülőgép, melyet az olasz Bergamo városában tervezett meg Cesare Pallavicino. E típus első felszállását 1935-ben hajtotta végre, és a perui légierő kötelékében 1937-ben rendszeresítették, míg az olasz légierő (Regia Aeronautica) csak 1938. január elsején állította hadrendbe.

## Eredete
Valle tábornok, az olasz légierő parancsnoka kiadta az úgynevezett R-tervet, amely Olaszország légierejének modernizálását volt hivatott szolgálni, és célja az volt, hogy 1940-re több mint 3000 légi harcieszköz álljon rendelkezésre. 1934 végén pályázatot írtak ki vadászbombázó repülőgépek megtervezésére és megépítésére az alábbi technikai követelményekkel:
- elvárt sebesség: 330 km/h 4500 m-en, és 385 km/h 5000 méteres magasságban
- elvárt emelkedési teljesítmény: 4000 méter 12 és fél perc alatt
- elvárt hatótávolság: 1000 km, 1200 kg bombateher mellett
- elvárt maximális repülési magasság: 8000 méter

A repülési magasság kritériumainak és a hatótávolság követelményeinek a beérkező mintadarabok nem feleltek meg, de a sebességi követelményeket mindegyik pályázó által benyújtott repülőgép prototípus biztosítani tudta, sőt túlteljesítette. A pályázat végén a győztesek között volt a Ca.135-ös (mely 204 darabos megrendelést kapott), a Fiat BR.20 (204 db), a Piaggio P.32 (144 db), a Savoia-Marchetti SM.79 (96 db), a CANT Z.1007 (49 db) és a Piaggio P.32 (12 darabos megrendeléssel).

## Magyarországi alkalmazása
A Caproni gyár ajánlatára a Magyar Királyi Légierő megvizsgálta a gépek magyarországi alkalmazhatóságát, majd 1939. december 10-én született döntés a Ca.135-ös bombázók megvásárlásáról. Ekkor Magyarország 36 darabot rendelt a típusból. A megrendelt gépekből 32 darab már 1940 májusáig, a maradék szeptemberig érkezett meg. Az átadott gépek Ca.135bis és Ca.135U változatúak voltak. A megérkezett gépek egyből az erdélyi események miatt készültségben lévő 3/5. (Uz Bence) és 3/6. (Boszorkány) bombázó századokhoz kerültek. A gépeket a debreceni 3. önálló javítóműhely szolgálta ki.
Magyarország 1941-es hadba lépését követően már az első légi műveletekben részt vettek a 3/5. század Ca.135-ös bombázói. A gépeket nem csak eredeti feladatkörükben, hanem a Gyorshadtest támogatásában és vadászelhárításban is eredményesen tudták alkalmazni. A kedvező tapasztalatok hatására Magyarország újabb 32 gépet rendelt, melyek 1942-ben érkeztek meg. Ezt az időszakot azonban már erősödő szovjet légvédelmi tevékenység jellemezte, így a 2500 m-es hatásos bombavetési magasságon a gépek a korábbinál erősebb ellenséges légvédelmi tűznek voltak kitéve. A második rendeléssel kapott gépeknél a műszaki problémák is megszaporodtak, ezért a magyar hadvezetés kivonta a gépeket a közvetlen harci tevékenységből, és a továbbiakban a Ca.135-ösöket a hátországban bombázó-kiképző alakulatoknál használták.

## Fordítás
Ez a szócikk részben vagy egészben  a   Caproni Ca.135 című angol Wikipédia-szócikk ezen változatának fordításán alapul.  Az eredeti cikk szerkesztőit annak laptörténete sorolja fel. Ez a jelzés csupán a megfogalmazás eredetét és a szerzői jogokat jelzi, nem szolgál a cikkben szereplő információk forrásmegjelöléseként.